# Valkyrie (Roboter)

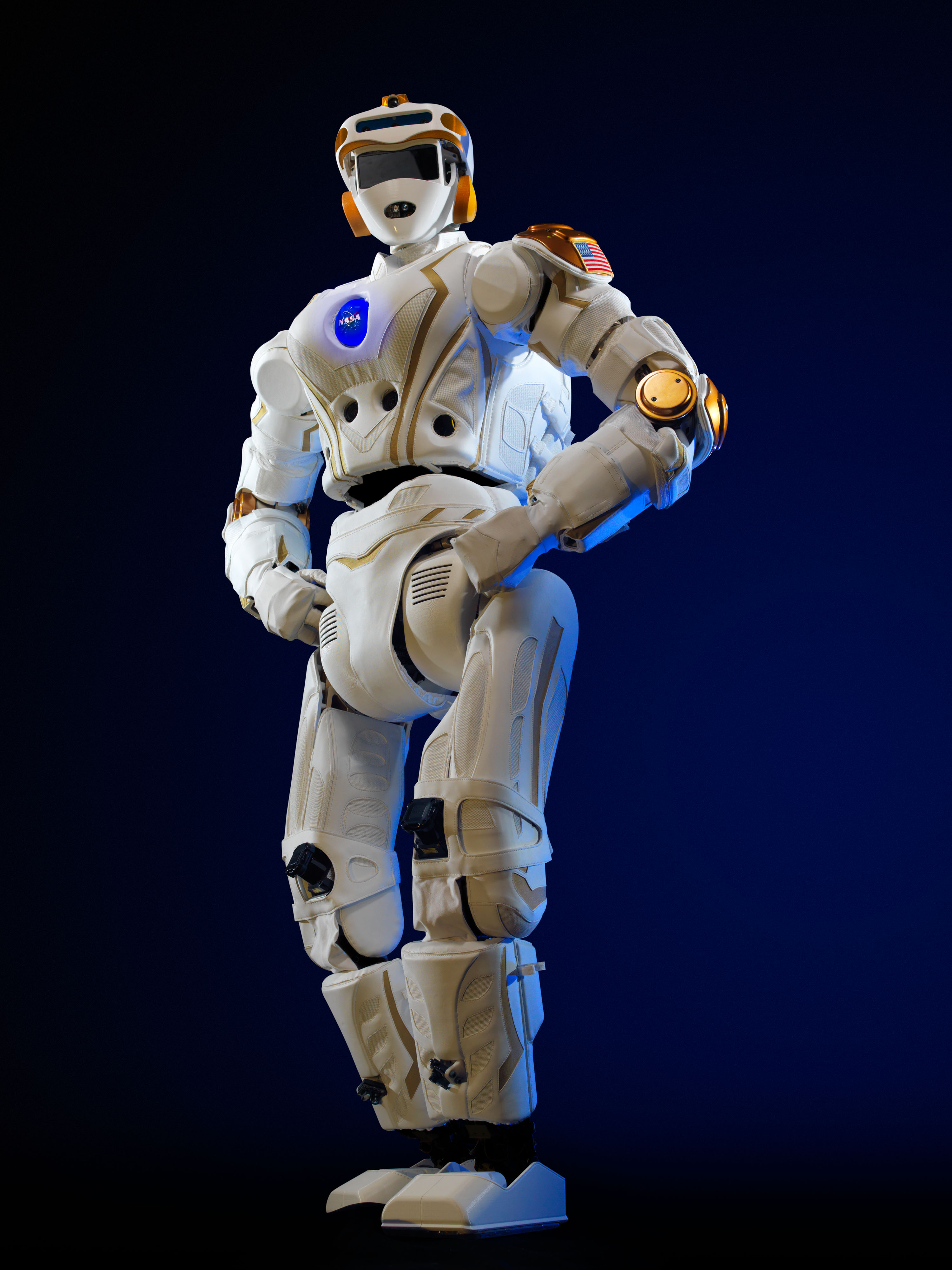

Valkyrie (deutsch: Walküre) ist ein von der NASA mit verschiedenen Partnern entwickelter humanoider Roboter. Entwurf und Entwicklung des von der NASA R5 genannten Roboters begann im Oktober 2012 am Lyndon B. Johnson Space Center. Ziel war die Schaffung eines Roboters für künftige NASA-Missionen, entweder für Einsätze vor dem Eintreffen von Menschen – zum Beispiel auf anderen Planeten – oder als Assistenzrobotor für menschliche Teams.
Eine Alphaversion war im Juli 2013 fertiggestellt. Der etwa 1,87 m große und 129 kg schwere Roboter verfügt über 44 Freiheitsgrade. Seine beiden Hände haben je einen Daumen und drei weitere Finger. Er wird gesteuert von drei Intel Core i7 Express CPUs. Der Datenaustausch mit der Außenwelt erfolgt über Ethernet oder WiFi. Die Batterie gestattet etwa eine Stunde autonomes Arbeiten.
Bei den  DARPA Robotics Challenge Trials im Dezember 2013 konnte der teilnehmende Valkyrie-Roboter keine Punkte erzielen; als Grund wurde ein Netzwerkproblem mitgeteilt.
Mitte 2015 kündigte die NASA an, zwei Forscherteams je einen R5-Roboter zur Verfügung stellen zu wollen. Die Ausschreibung wurde vom Massachusetts Institute of Technology (MIT) und der Northeastern University gewonnen. Beide Teams erhalten – neben einem Valkyrie-Roboter – über zwei Jahre verteilt je eine halbe Million US-Dollar.
Valkyrie ist mit PMD-Sensoren ausgestattet.